# Saint-Caprais (Cher)
Pour les articles homonymes, voir Saint-Caprais.
Saint-Caprais est une commune française située dans le département du Cher en région Centre-Val de Loire.

## Géographie
Le territoire communal est traversé par le sentier de grande randonnée de pays de la Champagne berrichonne.

### Climat
Pour des articles plus généraux, voir Climat du Centre-Val de Loire et Climat du Cher.
En 2010, le climat de la commune est de type climat océanique dégradé des plaines du Centre et du Nord, selon une étude du CNRS s'appuyant sur une série de données couvrant la période 1971-2000. En 2020, Météo-France publie une typologie des climats de la France métropolitaine dans laquelle la commune est exposée à un climat océanique altéré et est dans la région climatique  Centre et contreforts nord du Massif Central, caractérisée par un air sec en été et un bon ensoleillement. 
Pour la période 1971-2000, la température annuelle moyenne est de 11,3 °C, avec une amplitude thermique annuelle de 15,4 °C. Le cumul annuel moyen de précipitations est de 745 mm, avec 11,3 jours de précipitations en janvier et 7,2 jours en juillet. Pour la période 1991-2020, la température moyenne annuelle observée sur la station météorologique la plus proche, située sur la commune de Bourges à 15 km à vol d'oiseau, est de 12,1 °C et le cumul annuel moyen de précipitations est de 742,7 mm,. Pour l'avenir, les paramètres climatiques de la commune estimés pour 2050 selon différents scénarios d'émission de gaz à effet de serre sont consultables sur un site dédié publié par Météo-France en novembre 2022.

## Urbanisme

### Typologie
Au 1er janvier 2024, Saint-Caprais est catégorisée commune rurale à habitat dispersé, selon la nouvelle grille communale de densité à 7 niveaux définie par l'Insee en 2022.
Elle est située hors unité urbaine. Par ailleurs la commune fait partie de l'aire d'attraction de Bourges, dont elle est une commune de la couronne,. Cette aire, qui regroupe 111 communes, est catégorisée dans les aires de 50 000 à moins de 200 000 habitants,.

### Occupation des sols
L'occupation des sols de la commune, telle qu'elle ressort de la base de données européenne d’occupation biophysique des sols Corine Land Cover (CLC), est marquée par l'importance des territoires agricoles (88,7 % en 2018), en diminution par rapport à 1990 (93,6 %). La répartition détaillée en 2018 est la suivante : 
terres arables (82,1 %), forêts (6,4 %), zones agricoles hétérogènes (6,1 %), zones urbanisées (4,9 %), prairies (0,4 %).
L'évolution de l’occupation des sols de la commune et de ses infrastructures peut être observée sur les différentes représentations cartographiques du territoire : la carte de Cassini (XVIIIe siècle), la carte d'état-major (1820-1866) et les cartes ou photos aériennes de l'IGN pour la période actuelle (1950 à aujourd'hui).

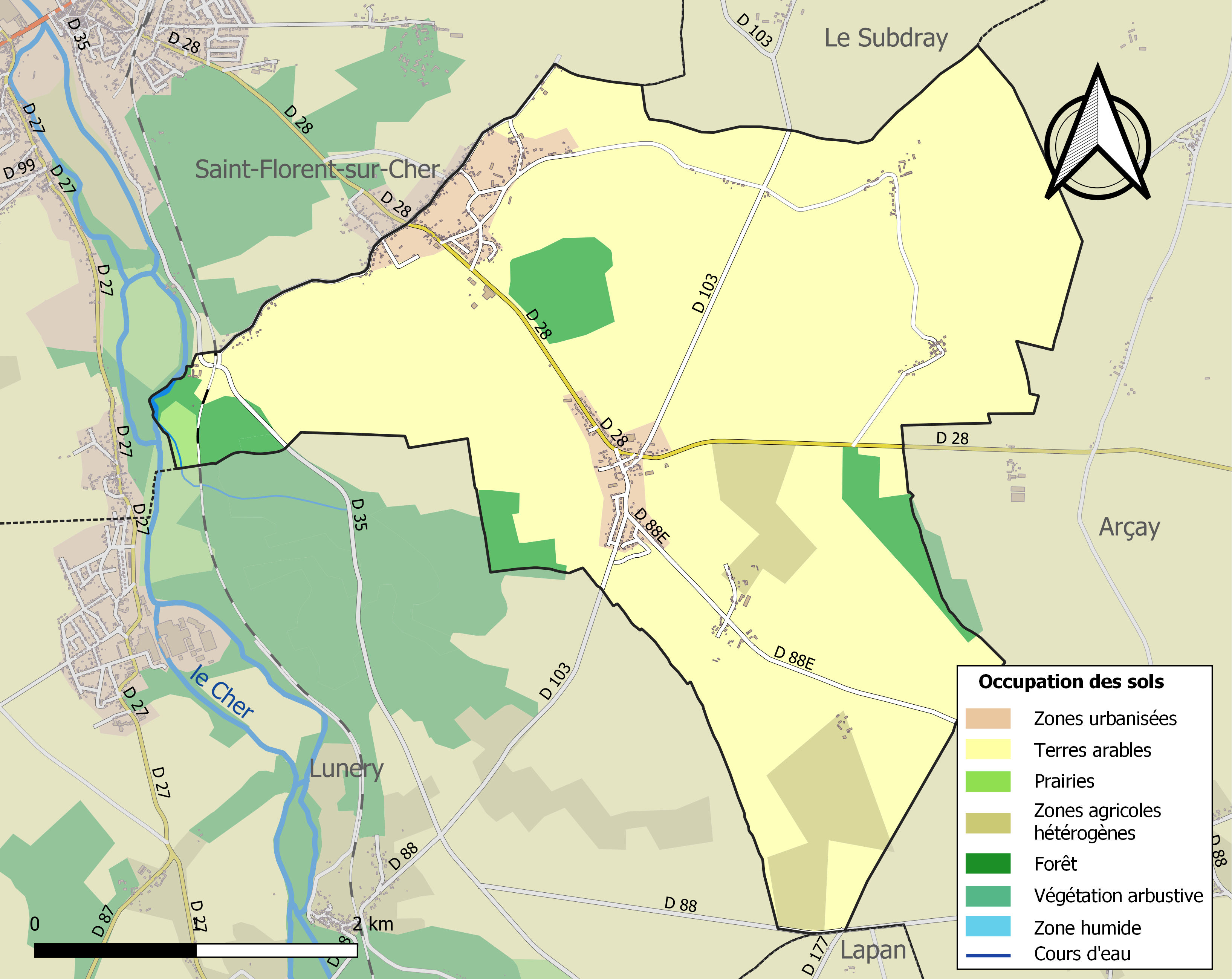
Carte des infrastructures et de l'occupation des sols de la commune en 2018 (CLC).

### Risques majeurs
Le territoire de la commune de Saint-Caprais est vulnérable à différents aléas naturels : météorologiques (tempête, orage, neige, grand froid, canicule ou sécheresse), inondations, mouvements de terrains et séisme (sismicité faible). Il est également exposé à un risque technologique,  le transport de matières dangereuses. Un site publié par le BRGM permet d'évaluer simplement et rapidement les risques d'un bien localisé soit par son adresse soit par le numéro de sa parcelle.

#### Risques naturels
Certaines parties du territoire communal sont susceptibles d’être affectées par le risque d’inondation par débordement de cours d'eau, notamment le Cher. La commune a été reconnue en état de catastrophe naturelle au titre des dommages causés par les inondations et coulées de boue survenues en 1982 et 1999,.

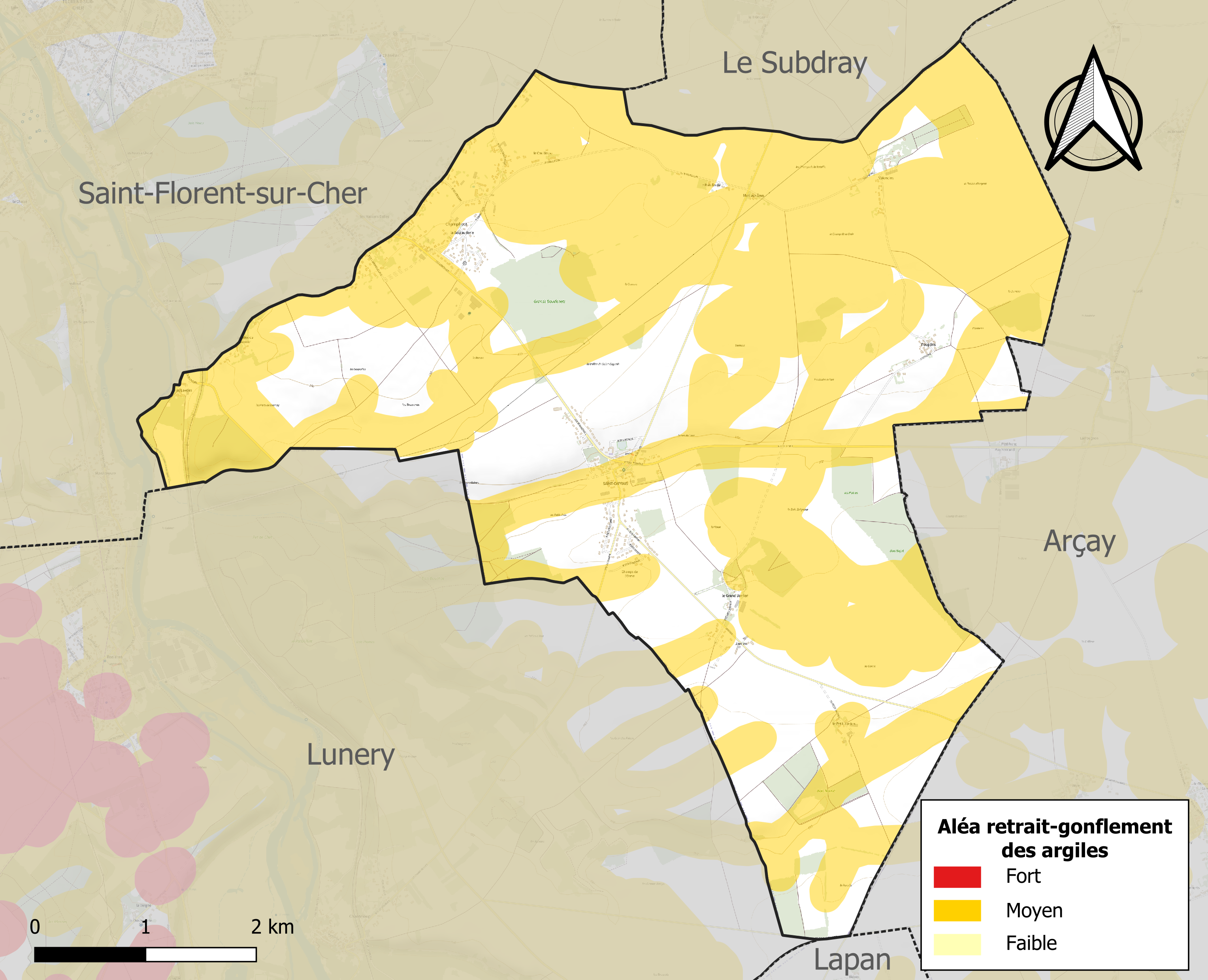
Carte des zones d'aléa retrait-gonflement des sols argileux de Saint-Caprais.

La commune est vulnérable au risque de mouvements de terrains constitué principalement du retrait-gonflement des sols argileux. Cet aléa est susceptible d'engendrer des dommages importants aux bâtiments en cas d’alternance de périodes de sécheresse et de pluie. 67,4 % de la superficie communale est en aléa moyen ou fort (90 % au niveau départemental et 48,5 % au niveau national). Sur les 311 bâtiments dénombrés sur la commune en 2019, 181 sont en aléa moyen ou fort, soit 58 %, à comparer aux 83 % au niveau départemental et 54 % au niveau national. Une cartographie de l'exposition du territoire national au retrait gonflement des sols argileux est disponible sur le site du BRGM,.
Concernant les mouvements de terrains, la commune a été reconnue en état de catastrophe naturelle au titre des dommages causés par la sécheresse en 2018 et 2019 et par des mouvements de terrain en 1999.

#### Risques technologiques
Le risque de transport de matières dangereuses sur la commune est lié à sa traversée par des infrastructures routières ou ferroviaires importantes ou la présence d'une canalisation de transport d'hydrocarbures. Un accident se produisant sur de telles infrastructures est en effet susceptible d’avoir des effets graves au bâti ou aux personnes jusqu’à 350 m, selon la nature du matériau transporté. Des dispositions d’urbanisme peuvent être préconisées en conséquence.

## Toponymie
Sanctus Caprasius, 843 (Cartulaire de Vierzon, charte d’Ambran) ; Sanctum Caprasinum, 1172 (A.D. 18-4 H 772) ; Saint Crapex, 1290 (A.D. 18-8 G, chapitre de la Sainte-Chapelle de Bourges) ; Sanctus Chevresius, 1375 (A.D. 18-4 H, abbaye Saint-Sulpice de Bourges) ; Saint Crapais, 1382 (A.D. 18-8 G, chapitre du Château-lès-Bourges) ; Saint Crapès, 1386 (A.D. 18-8 G, chapitre de la Sainte-Chapelle de Bourges) ; La parroisse de Sainct Crapays, 1466 (A.D. 18-8 G, chapitre Saint-Étienne de Bourges).
Sanctus Caprasius. Latin capra = chèvre et suffixe en ius pour former les noms. Né et martyr à Agen, en 303. Acta Sanctorum, octobre, tome VIII, p. 815. Fête : 20 octobre.

## Politique et administration
| Période                                  | Période   | Identité                | Étiquette | Qualité                                          |
| ---------------------------------------- | --------- | ----------------------- | --------- | ------------------------------------------------ |
| Les données manquantes sont à compléter. |           |                         |           |                                                  |
| maire en 1830                            | ?         | M. Duchapt              |           | Conseiller d'arrondissement                      |
| mars 2001                                | mars 2008 | Michel Perreau          |           |                                                  |
| mars 2008                                | mai 2020  | Daniel Joly             |           | Retraité agricole                                |
| mai 2020                                 | En cours  | Antonietta Santosuosso, |           | Cadre administrative et commerciale d'entreprise |

## Démographie
L'évolution du nombre d'habitants est connue à travers les recensements de la population effectués dans la commune depuis 1793. Pour les communes de moins de 10 000 habitants, une enquête de recensement portant sur toute la population est réalisée tous les cinq ans, les populations de référence des années intermédiaires étant quant à elles estimées par interpolation ou extrapolation. Pour la commune, le premier recensement exhaustif entrant dans le cadre du nouveau dispositif a été réalisé en 2007.

En 2022, la commune comptait 757 habitants, en évolution de −1,69 % par rapport à 2016 (Cher : −2,48 %, France hors Mayotte : +2,11 %).
| 1793 | 1800 | 1806 | 1821 | 1831 | 1836 | 1841 | 1846 | 1851 |
| ---- | ---- | ---- | ---- | ---- | ---- | ---- | ---- | ---- |
| 323  | 392  | 452  | 452  | 357  | 416  | 392  | 393  | 383  |

| 1856 | 1861 | 1866 | 1872 | 1876 | 1881 | 1886 | 1891 | 1896 |
| ---- | ---- | ---- | ---- | ---- | ---- | ---- | ---- | ---- |
| 394  | 387  | 420  | 450  | 443  | 423  | 407  | 423  | 417  |

| 1901 | 1906 | 1911 | 1921 | 1926 | 1931 | 1936 | 1946 | 1954 |
| ---- | ---- | ---- | ---- | ---- | ---- | ---- | ---- | ---- |
| 419  | 429  | 405  | 367  | 364  | 323  | 302  | 301  | 322  |

| 1962 | 1968 | 1975 | 1982 | 1990 | 1999 | 2006 | 2007 | 2012 |
| ---- | ---- | ---- | ---- | ---- | ---- | ---- | ---- | ---- |
| 289  | 299  | 271  | 317  | 449  | 491  | 582  | 595  | 742  |

| 2017 | 2022 | - | - | - | - | - | - | - |
| ---- | ---- | - | - | - | - | - | - | - |
| 767  | 757  | - | - | - | - | - | - | - |

## Culture locale et patrimoine

### Lieux et monuments
- Église Saint-Pierre construite au XIIe siècle et dont il reste le chœur et l'abside. La tour de clocher, au sud de la nef, date vraisemblablement du XIVe siècle. Elle communique avec la nef par une grande arcade en tiers-point. A l'est, la base de la tour est prolongée par une chapelle orientée fermée par une absidiole semi-circulaire et ouvrant sur le chœur par une arcade en berceau surbaissé. A la fin du XVIIIe siècle (1781), la nef est agrandie vers l'ouest et fermée par un nouveau pignon. Entre 1873 et 1882, différents aménagements sont réalisés, d'après les plans des architectes Bissonnet (construction de la chapelle latérale nord de forme semi-circulaire, sacristie à l'ouest de la tour) et Jousset (reconstruction de la flèche en pierre du clocher).

### Personnalités liées à la commune
- Henri Fournier (1830-1904), homme politique, y est mort en sa propriété de Jarrien.